# Анатолий Яцков
Анатолий Антонович Яцков е съветски разузнавач, диоломат и офицер от държавната сигурност.

## Биография
В края на деветгодишното училище е работник, строител и механик. Завършва Московския полиграфически институт (1937 г.). Работил е като инженер-технолог в Московската картографска фабрика на името на Дунаев. Той обича да скача с парашут.
След като завършва училището със специално предназначение на НКВД през 1940 г., работи в централния апарат на външното разузнаване. През 1941 г. е изпратен в резиденция в Ню Йорк като оперативен агент. Провеждал отговорни операции за получаване на строго класифицирана и важна информация за ENORMOZ (известен също като Проект „Манхатън“). Благодарение на целенасочената работа на Яцков външното разузнаване чрез агентите, с които той е имал връзка, получава информация, изчисления и чертежи по Проекта „Манхатън“. Тази информация позволява на съветските учени да получат много полезни данни за изграждането на заводи за производство на оръжеен уран и плутоний, както и за производството на самата атомна бомба.
По време на работата си по проекта „Манхатън“ Яцков си сътрудничи с Хари Голд, който краде техническа документация от Pennsylvania Sugar Company, както и със съветския разузнавач Александър Феклисов, който прониква в групата на проекта „Манхатън“ чрез учения Клаус Фукс – Фукс е тясно свързан със Голд.
Яцков също е един от контактите на Юлиус Розенберг – името му фигурира в първоначалната версия на обвиненията срещу съпрузите Розенберг Мортън Собел и Дейвид Грийнглас. Но впоследствие името на Яцков е премахнато от обвиненията – той се ползва с дипломатически имунитет и заминава за СССР 4 години преди повдигането на обвиненията.
Докато е в командировка, той извършва отговорни операции, получавайки строго секретна и важна информация за съветската отбранителна индустрия. В следвоенния период той заема ръководни длъжности в централния разузнавателен апарат, многократно е пътувал в дългосрочни командировки в чужбина и ръководи факултета по научно-техническо разузнаване в Института „Червено знаме“ на КГБ на СССР (сега Академия за външно разузнаване).
След приключване на командировката си в САЩ Яцков продължава да работи в отдела за научно-техническо разузнаване. Многократно пътува за оперативна работа в европейски и азиатски страни, като успешно изпълнява поставените задачи.
Умира на 26 март 1993 г. Погребан е на Ваганковското гробище.
През 1998 г. в Русия е издадена пощенска марка, посветена на Яцков.